# Алексеевка (Москаленский район)
Алексе́евка — село в Москаленском районе Омской области России. Административный центр Алексеевского сельского поселения.

## География
Село расположено в лесостепи в пределах Ишимской равнины, относящейся к Западно-Сибирской равнине. В окрестностях — полезащитные лесные полосы. На пониженных местах — редкие берёзовые и берёзово-осиновые колки. Распространены чернозёмы языковатые обыкновенные. Высота центра населённого пункта — 118 метров над уровнем моря.
По автомобильным дорогам расстояние до районного центра посёлка Москаленки — 13 км, до областного центра города Омск — 120 км.
Климат
Климат умеренный континентальный (согласно классификации климатов Кёппена-Гейгера — тип Dfb). Среднегодовая температура положительная и составляет +1,3 °C, средняя температура самого холодного месяца января −17,5 °C, самого жаркого месяца июля +19,5 °C. Многолетняя норма осадков — 379 мм, наибольшее количество осадков выпадает в июле — 64 мм, наименьшее в марте — 13 мм

## История
Основано как переселенческий посёлок Ново-Алексеевский в 1906 году. В 1927 году было организовано три товарищества по обработке земли: «Дружба», «Новое время» и им. Софьи Перовской. В 1929 году на их базе были организованы колхозы с теми же названиями. В 1950 колхозы и ряд близлежащих аулов объединены в колхоз имени Ворошилова. С 1962 года колхоз носит название «Советская Россия». В 1976 году к нему присоединены деревни Красный флаг и Фёдоровка. В 1993 году колхоз переименован в АО «Алексеевское».

## Население
| 1926 | 2010  |
| ---- | ----- |
| 560  | ↗1202 |